# Tom Holland (autor)
|  | Aquest article tracta sobre l'autor. Vegeu-ne altres significats a «Tom Holland». |

Thomas Holland (Oxford, Regne Unit, 5 de gener 1968) és un escriptor britànic d'obres literàries i acadèmiques sobre temes com el vampirisme i la història.
Tom Holland va néixer a prop d'Oxford i va créixer a prop de Salisbury, al Regne Unit. Es va titular en anglès i llatí en el Queen's College de Cambridge, i poc després va estudiar a la Universitat d'Oxford, realitzant un treball sobre Lord Byron abans d'interrompre els seus estudis de postgraduat i traslladar-se a Londres.
Va adaptar Heròdot, Homer, Tucídides i Virgili per al canal 4 radiofònic de la BBC. Les seves novel·les, entre elles Attis i Deliver Us From Evil tenen elements sobrenaturals i de terror, i estan ambientades en el passat històric. També és l'autor de tres obres històriques que han rebut bones crítiques: Rubicon: The Last Years of the Roman Republic, Persian Fire i Millennium.
Actualment viu a Londres amb la seva dona i les seves dues filles.

## Llibres

### Sèrie
- The Vampyre: Being the True Pilgrimage of George Gordon, Sixth Lord Byron (1995), ISBN 0-316-91227-1 (publicat als Estats Units com Lord of the Dead i a Espanya com El señor de los muertos)
- Supping with Panthers (1996), ISBN 0-316-87622-4 (Publicat als Estats Units com Slave of My Thirst i a Espanya com Banquete de sangre)

### Novel·les
- Attis (1995), ISBN 0-7490-0213-1
- The Vampyre: Being the True Pilgrimage of George Gordon, Sixth Lord Byron (1995), ISBN 0-7515-1361-X
- Deliver Us from Evil (1997), ISBN 0-316-88248-8
- The Sleeper in the Sands (1998), ISBN 0-316-64480-3
- The Bonehunter (2001), ISBN 0-316-64819-1

### Relats curts
- The Poison in the Blood (2006), ISBN 0-349-11964-3

### Obres teatrals
- The Importance of Being Frank (primera interpretació teatral l'any 1991, publicada el 1997), ISBN 0-9530587-1-9

### Obres acadèmiques
- Rubicon: The Last Years of the Roman Republic (Rubicón, 2003), ISBN 0-316-86130-8
- Persian Fire: The First World Empire and the Battle for the West (2005), ISBN 0-316-72664-8
- Millennium: The End of the World and the Forging of Christendom (2008), ISBN 978-0-316-73245-1
- "The Persian Way of War", un assaig, hivern de 2008.
- Dynasty: The Rise and Fall of the House of Caesar (2015), ISBN 978-1408703373